# Zane Grey
Pearl Zane Grey (Zanesville, 31 gennaio 1872 – Altadena, 23 ottobre 1939) è stato uno scrittore statunitense.
È conosciuto per le sue popolari avventure nei romanzi e racconti dove ha presentato un'immagine idealizzata del Vecchio West. Nel giugno del 2007, l'Internet Movie Database dà crediti a Grey con 110 film, un episodio TV, e una serie, Dick Powell's Zane Grey Theatre vagamente basata su suoi romanzi e racconti brevi. Le sue opere hanno venduto complessivamente duecentocinquanta milioni di copie.

## Biografia
Pearl Zane Grey è nato il 31 gennaio 1872 a Zanesville, Ohio. Era il quarto di cinque figli nati da Lewis M. Grey, un dentista, e sua moglie, Alice Allie Josephine Zane, il cui antenato quacchero Robert Zane era venuto in America nel 1673 dall'Inghilterra. Si trasferirono a Zanesville, una città fondata da un antenato materno Ebenezer Zane, un patriota rivoluzionario, che aveva sviluppato interessi nei campi della pesca, del baseball e della scrittura, che più avanti contribuiranno tutti anche al suo successo. I suoi primi tre romanzi glorificavano l'eroismo dei suoi antenati durante la rivoluzione. Sebbene irascibile e antisociale come suo padre, Zane è stato controbilanciato da una madre amorevole e gentile, che gli infuse l'amore per la pesca e la scrittura. Anche se era un sognatore e uno studente svogliato, Grey è stato un appassionato lettore, che ha alimentato la sua immaginazione con storie di avventura, romanzi da dieci dimes, (Robinson Crusoe e le storie di Buffalo Bill). Zane ha scritto la sua prima storia quando aveva quindici anni.
Tutti i figli Grey furono entusiasti giocatori di baseball e pescatori. Zane ebbe un'educazione fondamentalista permanentemente impressa e un disgusto per l'alcool e il tabacco, ma non per le tentazioni del sesso opposto. Una grave crisi finanziaria colpì nel 1889 il padre di Zane, che lottò per ristabilire il suo studio dentistico e venne aiutato dal giovane Zane, che aveva imparato come fare un'estrazione. Lavorò anche come usciere part-time in un cinema. Infine Gray fu notato da un cacciatore di talenti di baseball e ricevette molte offerte dalle scuole. Suo fratello Romer attirò anch'egli l'attenzione con la sua carriera di giocatore di baseball. Grey frequentò l'Università della Pennsylvania grazie ad una borsa di studio e si laureò nel 1896. Quando arrivò alla Penn dovette dimostrarsi meritevole di una borsa di studio prima di riceverla.
Egli è stato tuttavia uno studente mediocre, a malapena raggiunse un media sufficiente; quando non era in classe spesso passava il suo tempo giocando a baseball, nuotando in piscina o scrivendo, in particolare poesie.  Con i suoi compagni non era solito socializzare molto.
Dopo la laurea, Grey spostò la sede della sua pratica dentistica nella città di New York sotto il nome di Dr Zane Grey nel 1896. Ha iniziato a scrivere di nuovo la sera per compensare la noia del suo studio dentistico, ma i suoi primi sforzi furono rigidi e grammaticalmente deboli. Incontrò nel 1900 Lina Roth, meglio nota come Dolly, che avrebbe sposato cinque anni più tardi. Dolly proveniva da una famiglia di medici e sarebbe diventata un'insegnante. Egli le rivolse un appassionato e intenso corteggiamento, ma spesso subiva attacchi di depressione, rabbia, e sbalzi di umore. Quando si sposò, nel 1905, si trasferirono in una casa colonica di Lackawaxen, con la madre e la sorella di Zane. Intanto egli cessò del tutto la sua attività di dentista per dedicarsi a quella di scrittore, con l'eredità di Dolly come base finanziaria iniziale. La coppia si trasferì in California nel 1918, dove acquistò un palazzo, conosciuto localmente come Millionaire's Row, costruito da Arthur Woodward, un fabbricante di macchine per ufficio di Chicago.
Con l'aiuto di Dolly nella correzione delle bozze, lo stile di scrittura di Grey gradualmente migliorò e divenne più fluido e descrittivo. Il primo romanzo di Grey, Betty Zane (1903), fu respinto dalla Harper & Brothers, facendolo cadere nella disperazione. Dopo aver frequentato una conferenza a New York nel 1907, Grey organizzò un viaggio di caccia al leone di montagna nel Nord del Grand Canyon. Prese inoltre l'abitudine di raccogliere copiosi appunti su ogni cosa, non solo a descrizione del paesaggio e delle attività, ma anche completi di un autentico dialogo. Al ritorno a casa, nel 1909, Grey scrisse un nuovo libro L'ultimo dei Plainsmen, il racconto delle avventure di Buffalo Jones, personaggio realmente vissuto.  Ma ancora una volta l'editore respinse il manoscritto. La reazione dell'autore fu molto forte, scrisse: «...quello che ho voglia di scrivere non sembra essere quello che vogliono gli editori... Sono pieno di storie, di ardore e fuoco ... eppure loro sono inibiti dal dubbio, dalla paura che il mio sentimento per la vita sia falso». Con la nascita del suo primo figlio, Grey sentì un senso di urgenza per produrre il suo prossimo romanzo L'eredità del deserto (1910), che completò in quattro mesi, e che presto divenne un best seller. Due anni più tardi realizzò il suo libro più noto, Riders of the Purple Sage, il suo best seller in assoluto più venduto, adattato numerose volte per lo schermo e per la televisione, ma all'inizio nuovamente respinto dall'editore.
Zane Grey morì d'insufficienza cardiaca il 23 ottobre 1939 nella sua casa di Altadena. Fu sepolto nel cimitero di Lackawaxen, in Pennsylvania. La sua casa in Altadena è elencata nel registro nazionale dei siti storici. Nella sua città natale vi è un museo chiamato Zane Grey Museum. Zane Grey Terrace, una piccola strada residenziale nel colline di Altadena, è chiamata così in suo onore.

## Opere
- Betty Zane,[1] (1903)
- L'anima della frontiera (Spirit of the Border),[1] (1906)
- L'ultimo dei Plainsmen (The Last of the Plainsmen), (1908),[1]   Western
- L'ultima pista (The Last Trail),[1] (1909)
- The ShortStop, (1909)  Baseball
- Il retaggio del deserto o Retaggio nel deserto (The Heritage of the Desert),[1] (1910)
- The Young Forester, (1910),   Western
- The Young Pitcher, (1911)  Baseball
- The Young Lion Hunter, (1911),   Western
- La valle delle sorprese o Lassiter (Riders of the Purple Sage),[1] (1912)  Western
- Ken Ward in the Jungle, (1912),   Western
- L'oro del deserto o Pioggia d'oro (Desert Gold),[1] (1913),   Western
- Sotto le stelle del West (The Light of Western Stars),[1] (1914),   Western
- I razziatori del Pecos (The Rustlers of Pecos County),[1] (1914),   Western
- Il ranger del Texas (The Lone Star Ranger),[1] (1915),   Western
- Il ponte dell'arcobaleno (The Rainbow Trail),[1] (1915),   Western
- The Border Legion (1916),   Western
- Wildfire,[1] (1917)
- The UP Trail, (1918),   Western
- The Desert of Wheat, (1919)
- Tales of Fishes, (1919),  Non-Fiction/Fishing
- The Man of the Forest, (1920),   Western
- The Redhead Outfield and other Stories, (1920)  Baseball
- The Mysterious Rider, (1921)  Western
- To the Last Man,  (1921)
- The Day of the Beast, (1922),   Post-WWI novel
- Tales of Lonely Trails, (1922),   Western
- Il vagabondo del deserto (Wanderer of the Wasteland),[1] (1923)
- Tappan's Burro, (1923)
- Call of the Canyon, (1924),   Western
- Roping Lions in the Grand Canyon, (1924),   Western
- Tales of Southern Rivers, (1924)
- La mandria tonante (The Thundering Herd),[1] (1925),   Western
- Stirpe eroica (The Vanishing American), regia di George B. Seitz  (1925)
- Tales of Fishing Virgin Seas, (1925) Non-Fiction/Fishing
- La selva del Tonto Rim (Under the Tonto Rim),[1] (1926)
- Tales of the Angler's Eldorado, New Zealand, (1926) Non-Fiction/Fishing
- Il fiume abbandonato (Forlorn River),[1] (1927),   Western
- Tales of Swordfish and Tuna, (1927)  Non-Fiction/Fishing
- Nevada il tiratore (Nevada), regia di John Waters  (1927),[1] (1928),
- Il cavallo selvaggio (Wild Horse Mesa),[1] (1928),   Western
- Don, the Story of a Lion Dog, (1928),   Western
- Tales of Fresh Water Fishing, (1928) Non-Fiction/Fishing
- Carovane combattenti (Fighting Caravans),[1] (1929),   Western
- The Wolf Tracker, (1930)
- Il pastore di Guadaloupe (The Shepherd of Guadaloupe),[1] (1930)
- Passo del tramonto (Sunset Pass),[1] (1931),   Western
- Tales of Tahitian Waters, (1931) Non-Fiction
- Book of Camps and Trails, (1931)  Non-Fiction
- Arizona Ames,[1] (1932),   Western
- Covo di banditi (Robber's Roost),[1] (1932),   Western
- Il recinto (The Drift Fence),[1] (1933),   Western
- La banda del coltello mortale (The Hash Knife Outfit),[1] (1933),   Western
- Il codice del West (The Code of the West), (1934),[1]    Western
- Il monte del tuono (Thunder Mountain),[1] (1935),   Western
- La lunga pista (The Trail Driver),[1] (1935)
- La carovana scomparsa (The Lost Wagon Train), (1936),[1]   Western
- A occidente del Pecos (West of the Pecos),[1] (1937)
- An American Angler in Australia, (1937)
- Raiders of Spanish Peaks, (1938),   Western
- Western Union,[1] (1939),   Western
- I cavalieri della prateria (Knights of the Range),[1] (1939),   Western
- Thirty thousand on the Hoof, (1940)
- I due sombrero (Twin Sombreros),[1] (1940),   Western
- Il ranch di Majesty (Majesty's Rancho),[1] (1942),   Western
- Omnibus, (1943),   Western
- Stairs of Sand, (1943),   Western
- The Wilderness Trek, (1944),   Western
- L'ombra sul sentiero (Shadow on the Trail),[1] (1946),   Western
- La valle dei cavalli selvaggi (Valley of Wild Horses),[1] (1947),   Western
- Rogue River Feud, (1948),   Western
- The Deer Stalker, (1949),   Western
- La regina dei Mavericks (The Maverick Queen),[1] (1950),  Western
- The Dude Ranger, (1951),   Western
- Prigionieri del deserto (Captives of the Desert),[1] (1952),   Western
- Adventures in Fishing, (1952)
- Wyoming, (1953),   Western
- Lost Pueblo, (1954),   Western
- Black Mesa, (1955),   Western
- Stranger from the Tonto, (1956),   Western
- The Fugitive Trail, (1957),   Western
- Arizona Clan, (1958),   Western
- Horse Heaven Hill, (1959),   Western
- The Ranger and other Stories, (1960)
- Blue Feather and other Stories, (1961)
- Boulder Dam, (1963)
- The Adventures of Finspot, (1974)
- The Reef Girl, (1977)
- Tales from a Fisherman's Log, (1978)
- The Camp Robber and other Stories, (1979)
- The Lord of Lackawaxen Creek, (1981)
- George Washington, Frontiersman, (1994),   Historical Fiction
- Last of the Duanes, (1996)

## Filmografia
- The Heart of Texas Ryan, regia di E.A. Martin (1917)
- Days of Daring, regia di Tom Mix (1920)
- Man of the Forest, regia di Howard C. Hickman (1921)
- The Last Trail, regia di Emmett J. Flynn - romanzo (1921)
- Riscossa indiana (Drums of the Desert), regia di John Waters (1927)
- Il cavaliere misterioso (The Mysterious Rider), regia di John Waters (1927)
- L'ultimo eroe (The Last of the Duanes), regia di Alfred L. Werker - romanzo (1930)
- The Lone Star Ranger, regia di A.F. Erickson - romanzo (1930)
- L'ultima carovana (Fighting Caravans), regia di Otto Brower e David Burton (1931)

## Galleria d'immagini

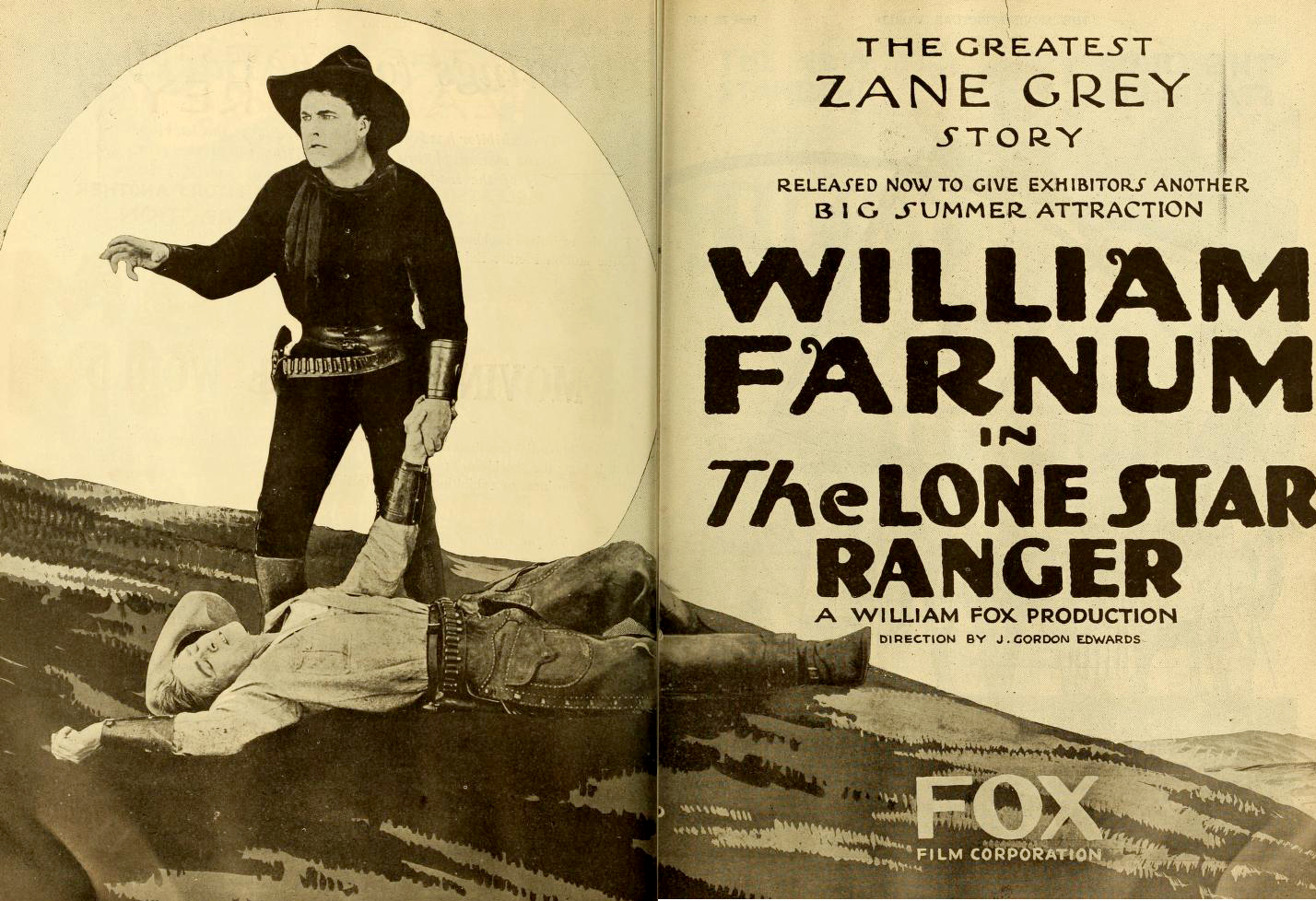
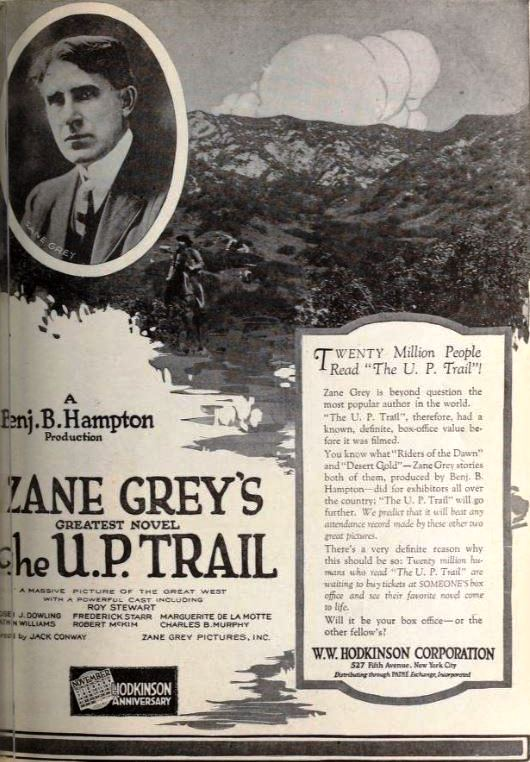
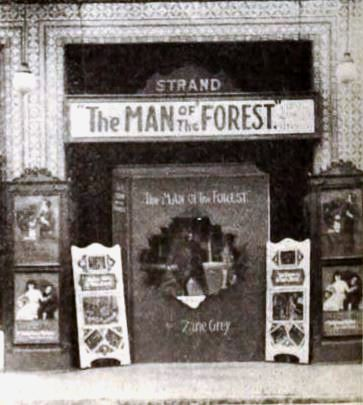
Strand Theater di Atlanta con pubblicità (1921)
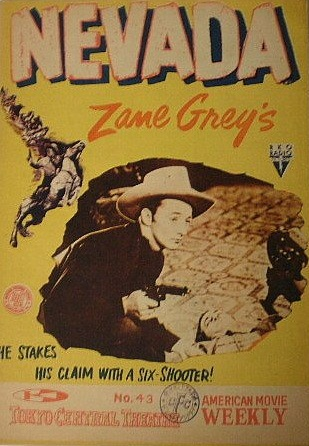